# Загребачка школа цртаног филма
Загребачка школа цртаног филма естетски је појам за концепт авангардног приступа анимираном филму и анимацији половином педесетих година 20. вијека. Седамнаест аутора је створило нови естетски концепт у анимираном филму. У јединој цјеловитој књизи о овој школи, Z is for Zagreb, филмски критичар Роналд Холовеј ово прво раздобље назива „златним раздобљем“ Загребачке школе цртаног филма. Представљају га аутори: Никола Костелац, Ватрослав Мимица, Душан Вукотић и Владимир Кристл у периоду од 1957. до 1962.
Први велики успјех Загребачке школе цртаног филма јест Гран при у Венецији за цртани филм Самац Ватрослава Мимице, а „златно раздобље“ је закључено Оскаром за филм Сурогат Душана Вукотића из 1962. Ова јединствена школа анимације дала је европској филмској баштини преко 400 вриједних анимираних остварења која су и награђена с више од 400 најпрестижнијих награда широм свијета.

## Историјат

### 1922–1945.
Традиција анимираног филма у данашњој Хрватској почиње од Сергија Тагаца 1922. (двије кратке анимиране рекламе), да би се наставила у Школи народног здравља (сниматељ Станислав Новорита, драматург и редитељ Милан Марјановић, сликари Петар Пап и Вилко Шеферов) филмовима Ивин зуб и Мацин нос 1928, и Мартин у небо 1929. За овај медиј били су заинтересовани су се и пионири хрватског филма Виктор Рибак, Октавијан Милетић и Камило Томпа.

### 1945–1954.
Након 1945, браћа Нојгебауер (Валтер и Норберт) су снимили прве филмове („Сви на изборе“, 1945), при чему су рад на анимираном филму усмјерили према дизнијевском концепту. Анимирани филмови настали у тој манири у тематском погледу доносе иновације које иначе не можемо наћи у другим школама анимације у свијету. То је прије свега сатира (Велики митинг, 1951, Како се родио Кићо, 1951, Зачарани дворац у Дудинцима, 1952. и Гоол 1952) под утицајем Фадила Хаџића, угледног комедиографа, заслужне личности за низ културних пројеката у хрватској култури, тада уредника сатиричког листа Керемпух који је његовао карикатуру и политичку сатиру. У том листу су сарађивали Исмет Вољевица, Душан Вукотић, Владимир Делач, Боривој Довниковић, Ото Рајзингер и други, који су били будуће језгро аутора и сарадника за наставак рада на цртаном филму.

### 1954–1964.
Године 1954–1955. Никола Костелац и Душан Вукотић су направили 13 кратких рекламних анимираних филмова у којима је створила нова концепција редуковане анимације (по Вукотићевим ријечима, као посљедица мањка новца и коришћења малог броја фолија) којом је дефинитивно напуштена концепција дизнијевске „пуне анимације, пуног простора и пуног покрета“ увођењем плошности, дводимензионалности и геометричности ликова. Одатле и једноставност у покретању ликова, елиптичност у анимацијском конципирању кадра, секвенце те једноставна и ефектна драматуршка рјешења. По ријечима Душан Вукотића, при конципирању тих рекламних анимираних филмова водило се рачуна о детаљној анализи и сценарију, цртежу, сценографији, звучној кулиси и монтажном ритму. Графички поједностављене и сведене форме цртежа и ликова узроковале су и друкчији, стилизовани покрет, гдје се реални покрет губи, ритам филма се убрзава, а покрети дводимензионалних ликова постају на тај начин изражајнији.
Први анимирани филмови, рађени класичним начином анимације, садржавали су од 12.000–15.000 цртежа, а примјеном новог концепта сведене анимације број цртежа је смањен на 4.000–5.000, при чему филм није изгубио на визуелном богатству и атрактивности. Смањени број почетних и завршних покрета и схематизовани ликови траже добро познавање анимације. У тим филмовима и музика је имала другачију улогу — напуштен је дизнијевски концепт "микимаусинга" (гдје су покрети и музика синхронизовани до перфекције) у корист увођења синтетске музике, друкчије употребе шумова и звучних ефеката који реално кретање не прате дословно и тако и сами постају дио садржаја или контрапункт филмској слици.
Умјесто вербалног елемента, у анимирани филм унесена су одговарајућа графичка рјешења, што ће касније у својим дјелима разрадити Ватрослав Мимица, Душан Вукотић и Владимир Кристл. Сам лик, ослобођен форме, може се развијати и развијати асоцијације које нас могу довести до симбола и знака (Дон Кихот, Владимир Кристл, 1961).

#### Шири естетски и културни оквир
Загребачку школу цртаног филма треба посматрати и просуђивати паралелно са догађањима у ликовним умјетностима (EXATа, Нове тенденције) или збивањима на подручју истраживања звука (Иво Малец, Милко Келемен и особито Међународни фестивал сувремене глазбе — Загребачки бијенале савремене музике који од почетка шездесетих година систематски упознаје локалну средину с новим стремљењима у свјетској музици).
Дјелатност чланова EXAT-а одвијала се у раним педесетим (објава Манифеста 1951. године, а изложба четворице сликара почетком 1953. године). То је раскид с дотадашњом доминацијом социјалистичког реализма. EXAT је дјеловао у раздобљу 1950–1956, а Нове тенденције између 1961. до 1973. Иако је ријеч о два засебна феномена, из данашње перспективе доживљавају се као цјелина. У EXAT-у учествују Б. Бернарди, З. Бреговац, В. Кристл, И. Пицељ, Б. Рашица, В. Рихтер, А. Срнец, који су (као и Загребачка школа цртаног филма) чинили „скуп појединаца различитих склоности прије него програмско вјеровање истомишљеника” (Јерко Денегри EXAT 51, Нове тенденције, Загреб 2000). Сликарство припадника ЕXАТ-а није било стилски јединствено и није се ограничавало само на геометријске апстракције. Владимир Кристл је био најспектакуларнији аутор, што ће показати и у својим анимираним филмовима (особито у филму Шагренска кожа из 1960. године). Срнец је разноврстан, Пицељ одан начелима конструкцијског мишљења .

#### Свјетско признање
За даљи развој Загребачке школе цртаног филма врло је важна 1957. година када настају филмови Ипак се креће (Драгутин Вунак), Cowboy Jimmy и Чаробни звуци (Душан Вукотић), Страшило (Ватрослав Мимица), Сусрет у сну, Премијера и На ливади (Никола Костелац).
Ова два филма Николе Костелца по својој чистоћи изведбе, ликовној експресивности и сложености тематских структура стоје уз бок Вукотићевих и Мимичиних филмова 
Година 1958. обиљежена је снимањем тринаест нових цртаних филмова, а те године угледни француски историчар филмске умјетности Жорж Садул /Georges Sadoul/ и филмски критичар Андре Мартен /Андре Мартин/ утемељују нови појам у свјетском анимираном филму - „Загребачка школа цртаног филма“ и то након пројекције филмова на фестивалима у Кану (1958) и Турсу (1959). У Кану је приказано седам анимираних филмова: Cowboy Jimmy, Чаробни звуци, Абра кадабра Душана Вукотића, Страшило и Самац Ватрослава Мимице и Премијера и На ливади Николе Костелца. Највећи експериментатор на подручју анимираног филма, канадски режисер Норман Макларен, изјавио је да „они откривају нешто ново и велико.“

#### Ватрослав Мимица
Анимирани филм Самац оригиналан по својој идеји и ликовној реализацији (1958) показује интерес свестраног режисера Ватрослава Мимице за универзалне и егзистенцијалне проблеме савременог човјека сукобљеног са суперцивилизацијским достигнућима, која пријете уништењу темељних људских вриједности, интимног свијета, љубави, жеља и снова. Дубоко хумана тема усамљености, присутна и у анимираном филму Мала кроника (1962). Плошно конципиране фигуре крећу се у отуђеном свијету стално покренутих плоха представљајући симболе у механизованој цивилизацији. На ликовно досљедан начин пред нама је раздробљени свијет, обезљуђен и усамљене људске јединке.
Своје даље истраживање Ватрослав Мимица наставља у антологијском дјелу Инспектор се вратио кући (1959) гдје техником колажа гради сценографију дијеловима стакла, картона, исјечцима фотографија који замјењују реални простор кућа, улица, врата, прозора, ентеријера. На тај начин Мимица уништава логику простора и омогућује да лик инспектора конципиран да се покреће као кукац-робот час нестаје час се појављује у неочекиваном облику подвлачећи се под дебеле наслаге колажних обезљуђених елемената непрепознатљивих облика. Тако аутор ствара напетост /suspence/. Пред нама је гротескни морбидни свијет с чудесном синтезом крхотина, фрагмената и поетична, носталгична мелодија (Mo-no-to-ny) као лајтмотив, који заједно стварају једну од најљепших секвенци у модерној анимацији.
Ватрослав Мимица антиципира поп-арт, примјерице у анимираном колаж филму Мала кроника гдје дијелови стројева, механизама (зупчаници, опруге, лим, метални дијелови) стварају простор у којем слијепац и пас покушавају преживјети. Неуспјешно. Загушује их тај бешћутни свијет отпадака и на крају остаје стварна крвава мрља.

#### Душан Вукотић
Оригинални филмски стваралац Душан Вукотић заслужује да посебно усредсредимо своју пажњу на два његова филма Концерт за машинску пушку (1958) и Сурогат (1961). У пародирању криминалистичке теме у филму Концерт за машинску пушку, кретање ликова сведених на поједностављене карикатуре, дводимензионални дијелови сценографије, линеарна кретања ликова (на чему аутор гради и неочекиване обрате и ирационалне гегове као што је кретање гангстера по линији испаљених метака), заједно са сценографским рјешењима града стварају богату и динамичку визуелну структуру која запањује оригиналношћу.
Прослављени анимирани филм Сурогат врхунац је Вукотићева концепта анимираног филма. Душан Вукотић се ослобађа свих сувишних елемената и максимално редукује сценографију. Вјешто одабрана тема уз обиље неочекиваних гегова, оригинално конципирана фигура главног лика која даје велике могућности за психолошку доградњу, духовите обрте, чини овај анимирани филм савршеним и до краја осмишљеним моделом сведене анимације који је у цијелости остварен у плошно конципираном моделу анимације.

#### Владимир Кристл
Особена фигура Загребачке школе цртаног филма јесте сликар, експериментатор и аутор анимираних филмова Владимир Кристл. Са само два цртана филма битно је означио Загребачку школу цртаног филма и можда прерано зацртао горњу границу једног концепта преко које се више није могло ићи. Крајња редукција, прелазак из свијета симбола у свијет значењског, граница је и концепт на који нитко у Школи није наставио градити анимиране филмове јер се сматрао прерадикалним.
Сви који су познавали Владимира Кристла знали су да је он прије свега непредвидив аутор. Активни учесник, уз Пицеља, најприврженији егзатовском раздобљу из педесетих година, сликао је у духу геометријске апстракције. Промишљајући његов даљи развитак и истраживања у сликарском опусу, раду на анимираном филму, пјесничком опусу, поставља се питање како је овај умјетник усамљеник и противник свих ‘правила,’ склон анархичном дјеловању у умјетности пристао бити дијелом једне креативне групе. Откуда те рационалне и строге форме, опредјељење за геометријску структуру. Сам Манифест (из 1951) који говори о синтези свих ликовних умјетности, о потирању граница између чисте и примијењене умјетности, није био разлог да га и потпише, иако се вјероватно с њим слагао. Ту вјероватно вриједи једино логика — против свих.
Његове штуре огољене слике у потпуној су супротности с раскошним визуелним рјешењима у његовом антологијском анимираном филму Шагренска кожа из 1960. године. Филм карактерише стална измјена сликарских техника, густи тамни тешки намази уљане боје, сецесијски цртеж, стилизоване волуминозне фигуре, супротстављеност и контрастност свијетлих и тамних површина, зачудна секвенца инферналног надреализма, игра нумеричких вриједности – рулет (оп арт), као лајтмотив маљевичевски црвени квадрат на бијелој позадини, апстрактни геометријски знак. Стална сукобљеност неспојивих екстрема од импресионизма, као и колористичких мрља, сецесијског цртежа и геометријских знакова, назначених графичких симбола појединих ликова, даје величанствени свеукупни умјетнички и естетски резултат и оригинално и непоновљиво филмско дјело. То је управо Владимир Кристл. Одбацивање било каквог стилског јединства, потпуна препуштеност инспирацији и тренутачном осјећају.
Сљедеће дјело Владимира Кристла које спада у врхунац златног раздобља Загребачке цртаног филма, анимирани је филм Дон Кихот (1961), због којег и напушта тадашњу Југославију јер му због „неразумљивости“ филма убацују поједине „објашњавалачке“ фотографије и додају на крају коредитеља. Понижавајуће.
Сви ликови сведени су на квадратиће, кругове полукругове и у појединим секвенцама у којима се ти елементи гомилају једни на друге, изгубили су геометријску чистоћу. С друге стране као чисти знакови конципирани су Дон Кихот и његов слуга. Све је попраћено синтетским звуком, иако постоји једна верзија филма оптерећена неподношљивим текстом који вјероватно није његова ауторска верзија. Одрекао се читљивости облика и препознатљивости појавних облика, укида фабулу, прогресију у изношењу садржаја у име поретка знакова. До крајности сажети графизам, с непогрешивим осјећајем за покрет и читав филм читамо као знаковно писмо, тј. као оригинални исказ симбола и значења. Непредвидљиви правци кретања, изненадне појаве нагомиланих структура аутор остварује јединство звучног, графичког и анимацијског тако да ово дјело остаје оригиналним ауторским исказом и истодобно новим путем у анимацијском истраживању. У Загребачкој школи цртаног филма за сада још увијек без наставка.

### 1964-1980. и после
На крају написа о феномену Загребачке школе цртаног филма била би неправда не упозорити и на другу фазу Загребачке школе цртаног филма која траје од половице шездесетих до краја седамдесетих година коју Роналд Холовеј назива ‘гегмени’ успоређујући анимирана дјела Боривоја Довниковића, Павла Шталтера, Александра Маркса, Златка Боурека, Златка Гргића, Анте Заниновића, Милана Блажековића, Недељка Драгића, Драгутина Вунака, Бориса Колара и др., с нијемом америчком комедијом и њезиним јунацима. Тако су Довниковићеви јунаци блиски остварењима и ликовима које су створили Тати, Хари Лангдон и Лаурел и Харди. Јунаке Златка Гргића Холовеј доводи у однос с комиком Бастера Китона, а јунаке Недељка Драгића с ликовима које је у својим бројним кратким комедијама створио Чарли Чаплин. Остаје питање о којем ће сваки од нас размислити — колико у томе има истине?
Напуштање сликарских структура и опредјељење за оживљене цртеже уз бравурозну анимацију, напуштање великих тема, краћи филмови, окретање малом човјеку, духовитости, игри, ирационалном гегу, наглашеније су присутни и представљају темељне карактеристике ове друге подједнако значајне и у естетском доприносу вриједне фазе у развитку Загребачке школе цртаног филма.
Појава нове генерације аутора крајем седамдесетих година (Јошко Марушић и Крешимир Зимонић) те најновије генерације крајем осамдесетих и почетком деведесетих година, најављује друкчију Школу која ће уз оснивање засебног четворогодишњег студија анимираног филма на Академији ликовне умјетности (1999 године) оживјети њезину јединствену традицију и вратити је у битне токове свјетске анимације.